# Estonie aux Jeux olympiques de 1920
L'Estonie participe pour la première fois aux Jeux olympiques d'été lors de l'édition de 1920 à Anvers, Belgique. L'Estonie envoie 14 athlètes et 4 représentants à ces Jeux.

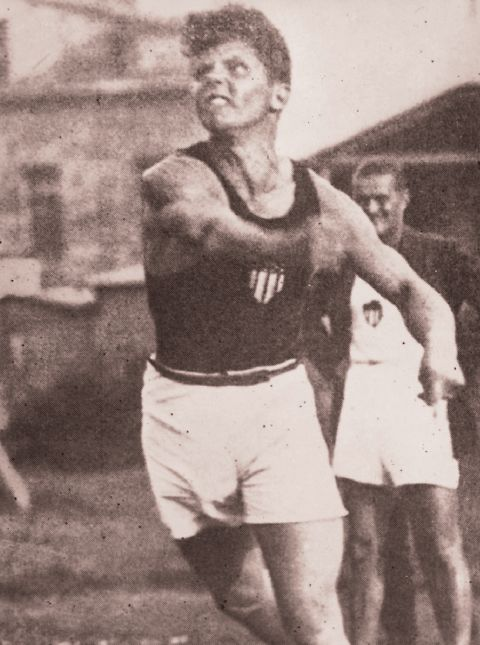
Aleksander Klumberg cinquième au lancer du javelot.

## Médaillés
| Médaille          | Nom            | Sport         | Épreuve        |
| ----------------- | -------------- | ------------- | -------------- |
| Médaille d'or     | Alfred Neuland | Haltérophilie | Léger          |
| Médaille d'argent | Jüri Lossmann  | Athlétisme    | Marathon homme |
| Médaille d'argent | Alfred Schmidt | Haltérophilie | Poids plume    |

## Athlétisme
100 mètres hommes
- Reinhold Saulmann
  - Disqualifié au premier tour

200 mètres hommes
- Reinhold Saulmann
  - 5e au premier tour avec 25,4 s : non qualifié

400 mètres hommes
- Reinhold Saulmann
  - 3e au premier tour avec 52,2 s : non qualifié

800 mètres hommes
- Johannes Villemson
  - 6e au premier tour avec 2 min 02 s : non qualifié

1500 mètres hommes
- Johannes Villemson
  - 3e au premier tour, avec 4m 14,2 s  : non qualifié

Marathon hommes
- Jüri Lossmann

| Athlète       | Épreuve         | Temps              | Rang              |
| ------------- | --------------- | ------------------ | ----------------- |
| Jüri Lossmann | Marathon hommes | 2 h 32 min 48 s 06 | Médaille d'argent |

3 000 mètres marche hommes
- Eduard Hermann
  - Disqualifié au premier tour

10 000 mètres marche hommes
- Eduard Hermann
  - Disqualifié au premier tour

Saut à la perche hommes
- Johann Martin
  - 3,30 m : non qualifié

Lancer du poids hommes
- Harald Tammer
  - 13,605 m 6e place

Lancer du Javelot hommes
| Rang | Athlète, pays       | Meilleur résultat | Vue d'ensemble | Vue d'ensemble |
| ---- | ------------------- | ----------------- | -------------- | -------------- |
| Rang | Athlète, pays       | Meilleur résultat | 1er essai      | 2e essai       |
| 5e   | Aleksander Klumberg | 62,39 m           | 59,03 m        | 62,39 m        |

Pentathlon hommes
| Saut en longueur | Lancer du javelot   | 200 mètres | Lancer du disque | 1 500 mètres |           |           |       |
| 8                | Aleksander Klumberg | 29         | 10 6,25 m        | 1 60,76 m    | 15 25,3 s | 3 38,62 m | 0 DNS |

| Rang | Athlète, pays       | Total des points | Vue d'ensemble de l'épreuve | Vue d'ensemble de l'épreuve | Vue d'ensemble de l'épreuve | Vue d'ensemble de l'épreuve | Vue d'ensemble de l'épreuve | Vue d'ensemble de l'épreuve | Vue d'ensemble de l'épreuve | Vue d'ensemble de l'épreuve | Vue d'ensemble de l'épreuve | Vue d'ensemble de l'épreuve |
| ---- | ------------------- | ---------------- | --------------------------- | --------------------------- | --------------------------- | --------------------------- | --------------------------- | --------------------------- | --------------------------- | --------------------------- | --------------------------- | --------------------------- |
| Rang | Athlète, pays       | Total des points | 100 mètres                  | Saut en longueur            | Lancer du poids             | Saut en hauteur             | 400 mètres                  | 110 mètres haies            | Lancer du disque            | Saut à la perche            | Lancer du javelot           | 1 500 mètres                |
| DNF  | Aleksander Klumberg | 5 137,85         | 571,6 12 s 04               | 659,450 6,21 m              | 627 11,61 m                 | 678 1,70 m                  | 699.20 56 s 02              | 715,0 18.0 s                | 646,60 35,91 m              | 541 3,10 m                  | 0                           | 0                           |

## Haltérophilie
| Athlète        | Catégorie | Arraché  | Arraché | épaulé-jeté | épaulé-jeté | Total    | Rang              |
| Athlète        | Catégorie | Résultat | Rang    | Résultat    | Rang        | Total    | Rang              |
| -------------- | --------- | -------- | ------- | ----------- | ----------- | -------- | ----------------- |
| Alfred Schmidt | -60,0 kg  |          |         |             |             | 212,5 kg | Médaille d'argent |
| Karl Kõiv      | -60,0 kg  |          |         |             |             | 190,0 kg | 7                 |
| Alfred Neuland | -67,5 kg  |          |         |             |             | 257,5 kg | Médaille d'or     |

## Lutte
Lutte Gréco-Romaine hommes, catégorie poids Plume (60,0 kg)
- Eduard Pütsep
  - Premier tour bat Henri Dierickx (Belgique) aux points.
  - Deuxième tour bat Wilhelm Olsen (Norvège) aux points.
  - Quart de finale bat Josef Beránek (Tchécoslovaquie) aux points.
  - Demi-finale perd face à Heikki Kähkönen (Finlande) aux points.
  - Match pour la troisième place – perdu face à Aage Torgensen (Danemark) aux points. 
  - 6e place

Lutte Gréco-Romaine hommes, catégorie poids Moyens (75,0 kg)
- Mihkel Müller
  - Premier tour – perd contre  Sotirios Notaris (Grèce)

Lutte Gréco-Romaine hommes, catégorie poids mi-Lourds (82,5 kg)
- Herman Kruusenberg
  - Premier tour – Exempt
  - Deuxième tour– perd contre Axel Tetens (Danemark) aux points

Les hommes, la lutte Gréco-Romaine poids Lourds (+82,5 kg)
- Artur Kukk
  - Premier tour – Exempt
  - Deuxième tour – perd contre Edmond Dame (France) par chute